# Pokrajine v Sloveniji
Pokrajine v Sloveniji so različne pokrajinske enote, na katere je razdeljena Slovenija. Ker sama razdelitev ni zakonsko opredeljena, obstaja več različnih modelov razdelitve.

## Zgodovinski modeli
Zaradi večstoletne razdelitve v času Habsburžanov in Avstro-Ogrske se še danes uporablja delitev po takratnih kronskih deželah:Avstrijsko primorje (1), Kranjska (2), Koroška (3) in Štajerska (4); deli teh ozemelj so danes izven slovenskih meja. V današnji Sloveniji so naslednje neformalne pokrajine:Primorska (1), Gorenjska (2a), Notranjska (2b), Dolenjska (2c), (slovenska) Koroška (3), (slovenska) Štajerska (4) in Prekmurje (5). Največja tradicionalna pokrajina je Štajerska. Imena pokrajin so sicer ustaljena, vendar je težko zarisati meje, saj se ne ujemajo s sedanjo upravno in geografsko (regijsko) razdelitvijo Slovenije.

## Geografski modeli
- Melik: prirodni sestavni deli
- Ilešič: pokrajinsko-tipološka razčlenjenost Slovenije in geografska regionalizacija Slovenije
- Vrišer: ekonomskogeografska regionalizacija
- Briški: statistične regije, regije medobčinskega sodelovanja
- Gams: pokrajinsko-ekološka členitev Slovenije

Danes je najbolj v uporabi Gamsova definicija, ki temelji na Ilešiču. Gams tako Slovenijo razdeli na podlagi geografsko-socioloških dejavnikov na:
- Alpska Slovenija
- Predalpska Slovenija
- Panonska Slovenija
- Dinarskokraška Slovenija
- Sredozemska Slovenija